# 16-й механизированный корпус
16-й механизированный корпус РККА (16-й мк) — механизированное оперативно-тактическое соединение (механизированный корпус) РККА СССР до и во время Великой Отечественной войны.
16-й механизированный корпус относился к числу боевых первой очереди.

## История формирования

### Место дислокации
Киевский Особый военный округ, Каменец-Подольск
К 1941 году в Киевский особый военный округ входили Киевская, Винницкая, Житомирская, Каменец-Подольская, Станиславская, Тернопольская, Черновицкая, Ровенская, Волынская, Львовская, Дрогобычская области Украины. По составу КОВО был наиболее сильным из всех приграничных округов на западном направлении.
20 февраля 1941 года в округе уже формировались 22-й механизированный корпус (имел 527 танков) и 9-й механизированный корпус (имел 94 танков) в 5-й армии, 15-й механизированный корпус (имел 707 танков) в 6-й армии, 16-й механизированный корпус (имел 372 танков) в 12-й армии, а также 24-й механизированный корпус (имел 56 танков) и 19-й механизированный корпус (имел 274 танков) в резерве округа.,,
В конце февраля первые эшелоны с войсками германской Группы армий «Юг» начали выгружаться на линии Краков — Радом (Германия).
С 24 апреля 1941 года соединения германской Группы армий «Юг» с линии Краков — Радом (Германия) начали движение на восток к германо-советской границе.
22 июня 1941 года 16-й механизированный корпус был включён в состав 12-й армии Юго-Западного фронта.
|                              | КВ-1 | Т-28 | БТ-5 | БТ-7 | БТ-7 арт | Т-26 | ХТ | Т-40 | Всего | БА-20 | БА-10 | Всего |
| ---------------------------- | ---- | ---- | ---- | ---- | -------- | ---- | -- | ---- | ----- | ----- | ----- | ----- |
| Управление                   |      |      |      |      |          |      |    |      |       | 5     | 5     | 10    |
| 15-я танковая дивизия        | 4    | 77/1 | 37   | 108  | 2        | 18   | 18 |      | 264/1 | 37    | 55    | 92    |
| 39-я танковая дивизия        |      |      |      |      |          | 196  | 14 |      | 210   |       |       |       |
| 240-я моторизованная дивизия |      |      |      | 12   |          |      |    | 13   | 25    |       |       |       |
| Всего                        | 4    | 77/1 | 37   | 120  | 2        | 214  | 32 | 13   | 499/1 |       |       | 157   |

25 июня 1941 года 16-й механизированный корпус был передан в состав только что сформированной 18-й армии.
Корпус довольно долгое время не принимал участие в боевых действиях.
2 июля 1941 года начался отвод частей 16-го механизированного корпуса за Днестр.
4 июля 16 мк был выведен из состава ЮФ. Его намеревались к 9 июля перебросить к Мозырю. Гусеничные машины корпуса должны были отправиться по железной дороге со станций Деражня и Жмеринка. Не участвовавшая ещё в боях 15-я танковая дивизия после выхода из мест дислокации в Станиславе до погрузки в Деражне прошла около 300 км, теряя материальную часть, выходившую из строя по техническим причинам. Она смогла сосредоточиться у ст. Деражня лишь к утру 7 июля 1941, однако из-за недостатка подвижного состава производила погрузку своих частей вплоть до 11 июля.
7 июля 1941 года 11-я танковая дивизия вермахта достигла Бердичева и в 19:00 по местному времени первые немецкие танки появились на улицах города. 8 июля 1941 года Бердичев был занят немцами полностью.
8 июля 1941 года противник, силами одной 11-й танковой дивизии прорвался к Бердичеву и занял город. Командиру 16 мк Соколову было поручено подчинять себе все войска, находившиеся на этом направлении и ликвидировать прорыв. В ходе боёв советские части понесли большие потери. К утру 10 июля на смену им в район боев прибыл разведывательный батальон 15-й танковой дивизии, а также часть её артиллерии. Один из танковых полков дивизии выгрузился в Калиновке в 45 километрах от места боев. 11 июля на участке Маркуши — Хажин в бой был введён танковый полк 15-й танковой дивизии, усиливший измотанные части 87-го танкового полка 44-й танковой дивизии. Эти части успешно продвинулись в направлении Быстрика и вышли к юго-западным окраинам Бердичева. Дальнейшее их продвижение было остановлено. 12 июля командование отвело части 15-й танковой дивизии из Бердичева, так как противник овладев Райгородком стал угрожать флангу и тылу советских войск, штурмовавших город.
13 июля основные силы группы Соколова под нажимом противника отошли с рубежа Великие Нижгурцы — Иванковцы — Хажин, а 15 июля оставили линию Белополье — Глуховцы — Комсомольское. К исходу того же дня группа оставила Казатин. Создалась угроза прорыва немцев в тыл основным силам ЮЗФ. Прорывом к Казатину противник рассек группу Соколова на две части. В районе села Комсомольское в окружение попал батальон 15 тд. Ночью батальону удалось прорваться к своим.
Для сохранения боеспособности части 16-го мк с приданными подразделениями начали отходить на Ружин и Зарудинцы. В районе Ружина погиб командир 30-го танкового полка полковник А. Никитин. В ходе боёв корпус понёс тяжёлые потери в материальной части. Он испытывал серьёзные перебои со снабжением горючим и боеприпасами. В 15-й танковой дивизии на 15 июля числилось 87 танков, 35 орудий и 162 автомашины.
К исходу 24 июля 16-й механизированный корпус отошёл на оборонительный рубеж Скала — Кожанка. Из остатков 240-й моторизованой дивизии, 15-й и 44-й танковых дивизий был сформирован отряд пехоты силою до батальона.
Остатки корпуса погибли в уманском котле в составе группы Понеделина в начале августа 1941 года.

## Боевой состав
| Дата       | Фронт              | Армия      | В составе (танковые и моторизованая)                                     | Другие части, в том числе приданные | Примечания |            |
| ---------- | ------------------ | ---------- | ------------------------------------------------------------------------ | ----------------------------------- | ---------- | ---------- |
| 22.06.1941 | Юго-Западный фронт | 12-я армия | 15-я танковая дивизия 39-я танковая дивизия 240-я моторизованная дивизия | 19-й мотоциклетный полк             | -          |            |
| 25.06.1941 | Южный фронт        | 18-я армия | 15-я танковая дивизия 39-я танковая дивизия 240-я моторизованная дивизия | 19-й мотоциклетный полк             | -          |            |
| 10.07.1941 | Юго-Западный фронт | -          | -                                                                        | -                                   | -          | данных нет |
| 01.08.1941 | Юго-Западный фронт | -          | -                                                                        | -                                   | -          | данных нет |

- 16-й механизированный корпус. Командир комдив Соколов, Александр Дмитриевич. Штаб корпуса в г. Каменец-Подольский.
  - 15-я танковая дивизия. Командир полковник Полозков, Василий Иудович. Штаб — г. Станислав.
  - 39-я танковая дивизия. Командир полковник Старков, Николай Васильевич. Штаб в г. Черновцы.
  - 240-я моторизованная дивизия. Командир полковник Горбенко, Иван Васильевич. Штаб в г. Каменец-Подольский.
  - 19-й мотоциклетный полк

11 марта 1941 года комдив Соколов стал командиром 16-го механизированного корпуса. Затем командовал Бердичевской группой войск. В августе 1941 года попал в немецкий плен. Погиб в плену 17 августа 1941 года.